# Olympiakos Fútbol Club
Olympiakós de El Pireo es la transliteración latinizada de la sección profesional de fútbol del Olympiakós Sýndesmos Filáthlon Pireós (en griego, Ολυμπιακός Σύνδεσμος Φιλάθλων Πειραιώς; traducido literalmente como Club Olímpico de Hinchas de El Pireo), entidad polideportiva sita en la ciudad de El Pireo, Grecia. Al igual que todos los clubes profesionales deportivos del país, debe anteponer a su denominación la referencia a su actividad deportiva y fiscal con las siglas Π. Α. Ε. (en griego, Ποδοσφαιρική Ανώνυμη Εταιρεία; transliterado Podosfairikí Anónymi Etaireía; traducido literalmente como Sociedad Anónima de Fútbol) por lo que es referido como el Π. Α. Ε. Olympiakós, o literalizado en su conjunto como Sociedad Anónima de Fútbol Olímpico. (En adelante se referirá únicamente a sus transliteraciones).
Denominado así P. A. E. Olympiakós, o en sus formas transliteradas simples de Olympiakós Pireós u Olympiakós, fue fundado el 10 de marzo de 1925 como una sección dentro de la una entidad polideportiva y por la que en ocasiones se refiere también al equipo de fútbol con su referencia de Olympiakós S. F. P.. Dicho nombre fue inspirado en los Juegos Olímpicos Antiguos y junto con el emblema del club –un ganador olímpico adolescente coronado de laureles–, abarcan y simbolizan la moralidad, el honor, la rivalidad, el esplendor, el espíritu deportivo y el valor de juego limpio del ideal olímpico de la Antigua Grecia.
Es el club más exitoso de la historia del fútbol griego, habiendo conquistado un total de ochenta y uno títulos nacionales –entre los que se contabilizan diecinueve dobletes–, con cuarenta y ocho Superligas de Grecia y veintinueve Copas, a nivel continental logró la Liga Europa Conferencia de la UEFA de 2024 bajo la dirección de José Luis Mendilibar, siendo el primer título internacional de la sección de fútbol del club. El éxito dominante del Olympiakós en el país se constata con la comparativa con el resto de clubes los cuales de manera combinada han ganado un total de cuarenta y uno títulos de la liga, (hasta la temporada 2024-25) siete menos que «los rojiblancos». También posee el récord de títulos consecutivos de la competición con siete campeonatos consecutivos entre 1997 y 2003, tanto como entre 2011 y 2017, motivos por los que se le reconoce inequívocamente con el apodo de Thrylos (es. La leyenda). Habituado a estas sucesiones de títulos, en la temporada 2014-15 y después de una secuencia de cinco, se convirtió en el único club de fútbol del mundo a fecha de 2019 en ganar cinco o más campeonatos consecutivos por quinta vez en su historia, un récord mundial que fue elogiado por la FIFA en su carta de felicitación al club.
Disputa sus encuentros como local en el Stádio Geórgios Karaïskákis que cuenta con una capacidad de 33 449 espectadores. y junto al Panathinaïkós y Panthessaloníkeios Athlitikós Ómilos Konstantinoupolitón (P. A. O. K.) pertenece a la terna de únicos equipos que nunca han descendido de categoría. Es, a su vez, considerado como uno de «los tres grandes» equipos del fútbol heleno, junto al mencionado Panathinaïkós, su máximo rival histórico, y el Athlitikí Énosis Konstantinoupóleos (A. E. K.), siendo el más reconocido de todos ellos.
Según los resultados de encuestas hechas en 2014 a los aficionados al fútbol en Grecia, el Olympiakós es el club más popular, con una diferencia porcentual respecto al segundo que varía entre un 2% y un 9%. El club cuenta con millones de hinchas en el país, a los que se unen otros de las comunidades griegas de todo el mundo. A fecha de 2014 cuenta con 98 000 socios registrados.
Mantiene una histórica y violenta rivalidad con el mencionado y vecino Panathinaïkós, con quien disputa el «Derbi de los eternos enemigos», considerado como uno de los derbis de fútbol más polémicos y seguidos del mundo.

## Historia

### Primeros años y éxito doméstico

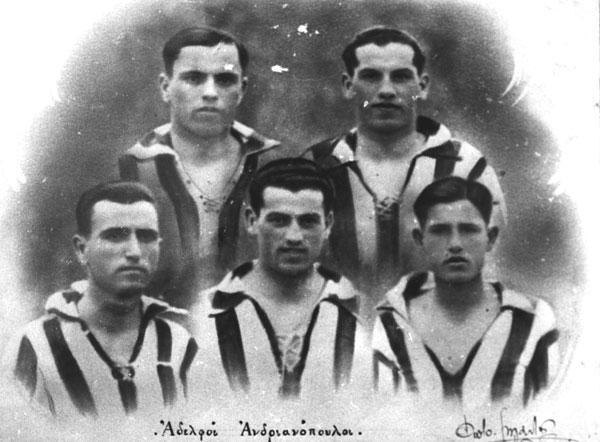
Los míticos hermanos Andrianopoulos: (de izquierda a derecha) Yiannis, Dinos, Giorgos, Vassilis y Leonidas Andrianopoulos.

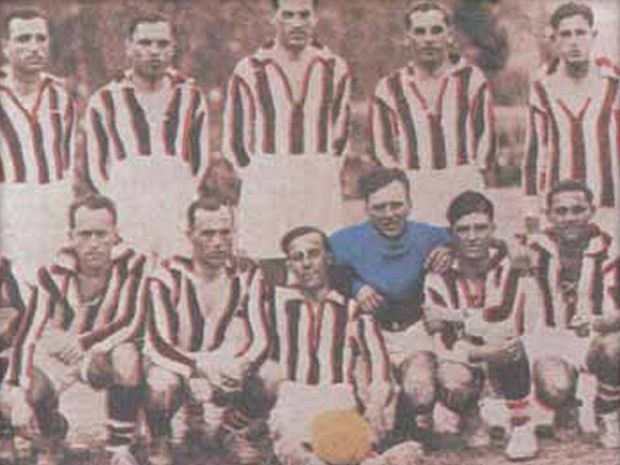
Olympiakós (en torno a 1928).

El Olympiakos fue fundado en el 10 de marzo de 1925, cuando los miembros del Club del Fútbol de El Pireo y el Club de Admiradores de El Pireo decidieron, durante una asamblea histórica, disolver los dos clubes para unificarse en sólo uno, con el joven chico ganador de los Juegos Olímpicos como su emblema. Notis Kamberos anunció el nombre de Olympiakós y Michalis Manouskos completó su nombre entero: Club Olímpico de Fanes de El Pireo. El club captó inmediatamente la atención de la sociedad, con el equipo llenando el Velódromo del Pireo (ahora el estadio Karaiskakis), a pesar de que sus aficionados vinieran mayoritariamente de familias humildes de trabajadores, marineros e inmigrantes griegos del Turquía que apenas (en 1922) se habían asentado en el territorio de El Pireo. Los hermanos Andrianopoulos, sin embargo, fueron quienes significativamente aumentaron la reputación del club y quienes lo llevaron al éxito. Hijos de una reputada familia del Pireo; su padre Andreas era un hombre de negocios y cofundador del Olympiakós en 1925. Yiannis, Dinos, Giorgos, y Vassilis fueron los primeros en jugar, todos de delantero. Leonidas hizo su aparición más tarde y jugó durante un corto período. La línea ofensiva del club, hecha por los cinco hermanos, pronto se hizo legendaria y desde entonces, el Olympiakós es también conocido como Thrylos (Leyenda).

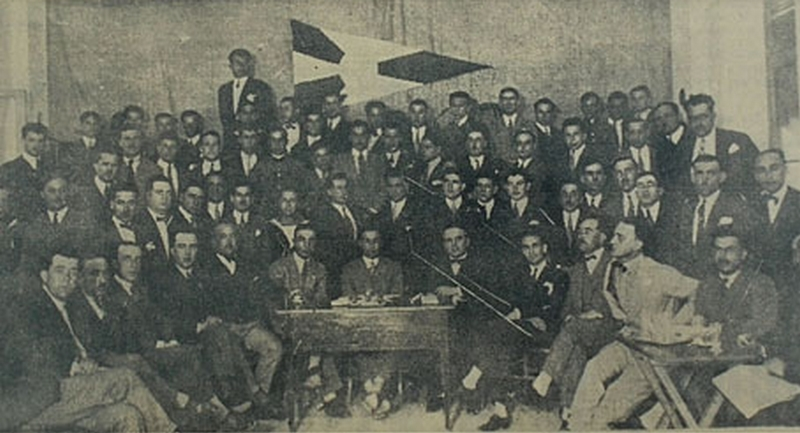
Los fundadores del Olympiakós (1925)

En 1926 la Federación Helénica del Fútbol (EPO) fue fundada y en 1927 organizó el primer Campeonato Panhelénico. Sin embargo en la temporada siguiente (1928-29) el Olympiakós llegó a una disputa con la Federación Helénica del Fútbol y no participó. Panathinaikos FC y AEK Atenas FC decidieron seguir a Olympiacos, y juntos formaron un grupo llamado P.O.K. Durante esta sesión jugaron partidos amistosos entre ellos.
El Olympiakós ganó su primer título de Liga en la temporada 1930-31. Era el comienzo de una época muy exitosa. En 1960, el Olympiakós ya había ganado quince ligas y nueve copas en 23 temporadas, haciendo seis dobles. En la década de los 50, con jugadores clave como Andreas Mouratis, Ilias Rossidis, Thanassis Bebis, Ilias Yfantis, Kostas Polychroniou, Giorgos Darivas y Savvas Theodoridis, ganó seis ligas consecutivas, entre 1954 y 1959, combinándolos con la copa de 1957, 1958 y 1959. Durante varias temporadas, al Olympiakós no le fue permitido usar el Estadio Karaiskakis. De este modo, con el permiso del Panathinaikos, su campo provisional fue el Estadio Apostolos Nikolaidis, el campo del eterno rival.

### Éxito esporádico y años de Goulandris
La década de 1960 y los comienzos de 1970 no fueron tan fructíferos para el Olympiakós, ya que sólo consiguió ganar dos ligas y seis copas. Otra gloriosa etapa comenzó en 1972, después de que Nikos Goulandris llegara a ser presidente. Él eligió a Lakis Petropoulos como entrenador y fichó jugadores estrella como Giorgos Delikaris, Yves Triantafyllos, Julio Losada, Milton Viera y Dimitris Persidis. Bajo la presidencia de Goulandris, el Olympiakós ganó la liga tres veces entre 1973 y 1975, combinándolo con las copas de 1973 y 1975. El culmen fue la temporada 1973-74 en la que el Olympiakós ganó la liga con un récord de puntos (59) y de goles (102). Tras la renuncia de Goulandris para la presidencia en 1975, el equipo pasó un período de relativa sequía en la segunda mitad de los 70. Sin embargo, a comienzos de los 80, el Olympiakós emergió de nuevo ganando el título cuatro veces seguidas entre 1980 y 1983. Los jugadores clave durante este período fueron el delantero Nikos Anastopoulos, el centrocampista Tasos Mitropoulos y el portero Nikos Sarganis. Alketas Panagoulias, quien también había sido entrenador de las selecciones de fútbol de Grecia y de Estados Unidos, dirigió al equipo entre 1981 y 1983, y otra vez en la temporada 1986-87, en la cual volvió a ganar la Liga.
A partir de entonces, comenzaron los peores años del Olympiakós, que se extendieron hasta mediados de los 90. A mediados de los 80, el Olympiakós pasó a las manos de Georgios Koskotas, un hombre de negocios. Pronto Koskotas fue acusado y declarado culpable por malversación de fondos, dejando al Olympiakos hundido en una deuda. El equipo, sin una dirección seria, estuvo nueve años sin ganar un título entre 1988 y 1996. Este período fue conocido como años de piedra del Olympiakós. La temporada 1987-88 fue la peor en la historia del Olympiakós, en la que el club acabó 8.º en el campeonato, jugando para evitar el descenso la mayor parte de la temporada.

### Dominio absoluto
La situación mejoró después de que Sokratis Kokkalis asumiera la presidencia del club en 1993. Poco a poco Kokkalis fue resucitando al equipo: primero eligiendo como entrenador al exitoso Dušan Bajević en 1996, quien acababa de dejar el AEK Atenas y tras ello, fichando en la misma temporada a todos los jóvenes talentos que pudo encontrar en el mercado griego, como Predrag Đorđević, Grigorios Georgatos, Stelios Giannakopoulos, Georgios Anatolakis, Dimitris Mavrogenidis, Alexandros Alexandris, Giorgos Amanatidis, Andreas Niniadis, quienes continuaron jugando para el Olympiakos por al menos cinco años llegando a ser jugadores reconocidos dentro del club.
Desde entonces, comenzó la década de dominación del Olympiakos, atrayendo a exitosos jugadores de magnitud internacional como Zlatko Zahovič, Giovanni y campeones del Mundo como Rivaldo y Christian Karembeu. Así pues el Olympiakos ganó siete ligas consecutivas (batiendo su propio récord de seis) y en la temporada 1998-99, alcanzaron la clasificación para los cuartos de final de la Liga de Campeones, siendo esta su mejor campaña europea. Los siguientes entrenadores apenas dispusieron de tiempo y así pues, el Olympiakós empleó a once entrenadores en sólo cuatro años. El más conocido es Ioannis Matzourakis (anterior entrenador del Skoda Xanthi), Takis Lemonis (quien dimitió del Skoda Xanthi en 2007 para entrenar nuevamente al Olympiakós, reemplazando a Trond Sollied), Oleg Protasov, Siniša Gogić y Nikos Alefantos.
El 9 de mayo de 2024 consigue, por primera vez en su historia, alcanzar la final en competición internacional en la Conference League tras vencer al Aston Villa por 2-0 con 6-2 de global. Tres semanas después, gana contra la Fiorentina su primer título europeo tras derrotar en Atenas al conjunto italiano en la prórroga (1-0).

## Estadio

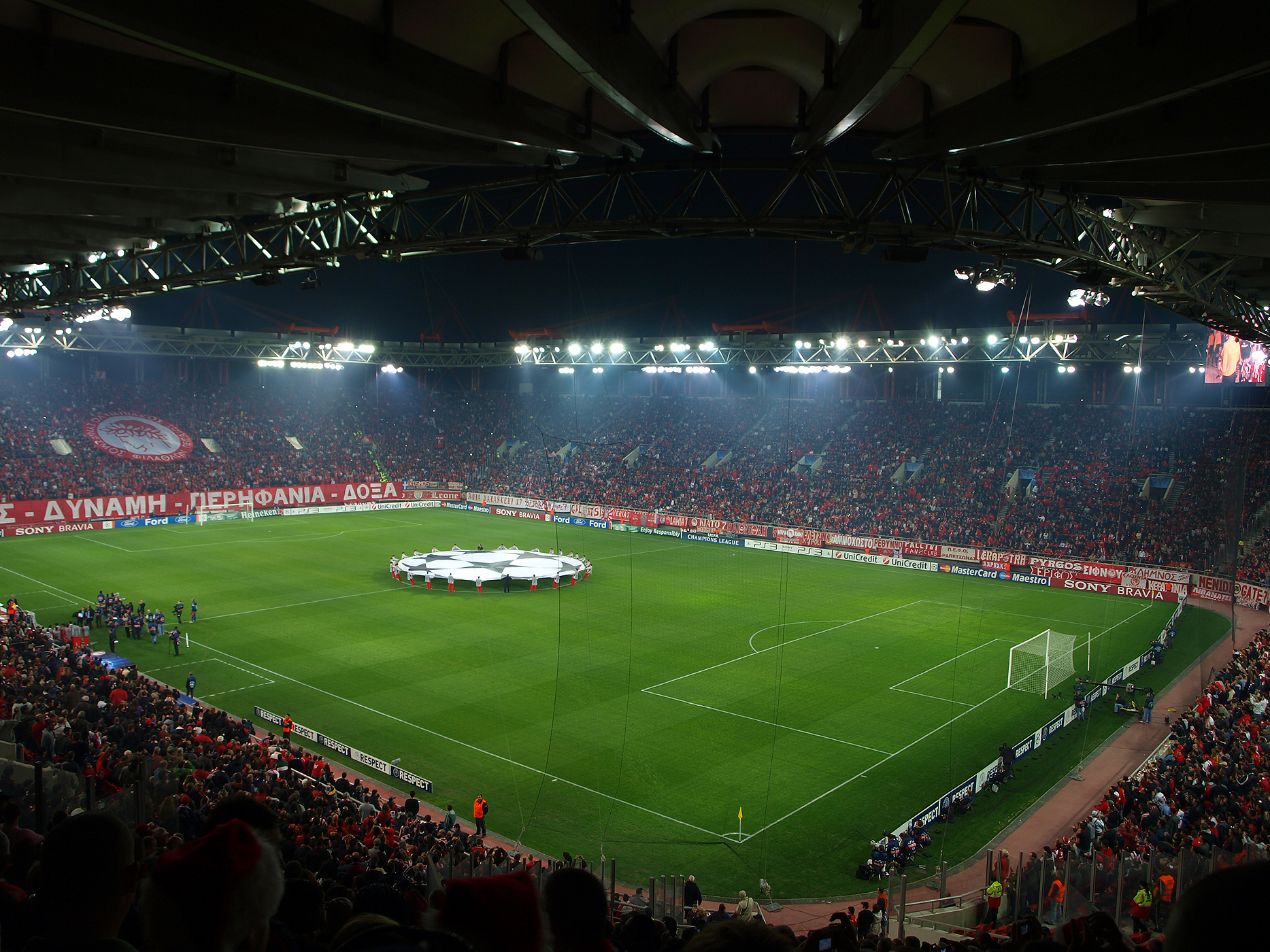
El estadio Georgios Karaiskakis durante un partido de Liga de Campeones.

El estadio Georgios Karaiskakis (en griego, Γήπεδο Γεώργιος Καραϊσκάκης), situado en la zona Faliro de El Pireo, Grecia, es el campo tradicional y actual del Olympiakós. El nombre de Georgios Karaiskakis alude al héroe nacional de la Guerra de Independencia griega. El estadio ha albergado los partidos como local del Olympiakós durante la mayor parte de la historia del club.
Fue construido en 1895 como un velódromo, sede de eventos de ciclismo de los Juegos Olímpicos de 1896 en Atenas. Su nombre oficial era Velódromo Neo Phaliron (en griego, Ποδηλατοδρόμιο Νέου Φαλήρου) y el Olympiakós comenzó a utilizarlo desde su fundación en 1925. El estadio fue renovado en 1964, cuando tomó su nombre actual y mantuvo su forma hasta 2003, con una pista de atletismo alrededor del terreno de juego. Al ser una de las instalaciones deportivas más importantes de Grecia, fue sede del Campeonato Europeo de Atletismo de 1969 y de la final de la Recopa de Europa de 1971 entre el Chelsea Football Club y el Real Madrid Club de Fútbol.
El Olympiakós salió del estadio Karaiskakis temporalmente para jugar partidos de local en el Estadio Olímpico de Atenas de nueva construcción en 1984. Después de un uso de cinco años del estadio más grande de Grecia, el equipo regresó a su hogar tradicional, donde jugaron hasta 1997. Fue entonces cuando el Olympiakós volvió al Estadio Olímpico de Atenas, donde permanecieron durante un nuevo período de cinco años. En 2002, el Estadio Olímpico estaba cerrado por obras de renovación debido a los Juegos Olímpicos de 2004 y el Olympiakós se trasladó al Estadio Georgios Kamaras en Rizoupoli, sede del Apollon Smyrnis durante las siguientes dos temporadas.
El Estadio Karaiskakis estaba en mal estado y su uso fue aprobado para el Olympiakós en abril de 2003. El club asumió la responsabilidad de construir un nuevo estadio de fútbol en su lugar, que se utilizaría para el torneo de fútbol de los Juegos Olímpicos de 2004. A cambio, el Olympiakós tiene el uso exclusivo del estadio hasta 2052, que cubre todos los gastos de mantenimiento, así como el pago del 15% de los ingresos al Estado. El viejo estadio fue demolido en la primavera de 2003 y todo el proyecto se construyó en un período récord de 14 meses. Fue terminado el 30 de junio de 2004 con un costo total de 60 millones de euros. Actualmente, el estadio Karaiskakis es uno de los estadios de fútbol más modernos de Europa, y alberga el Museo del Olympiakós así como varias instalaciones a su alrededor. El nuevo Estadio Georgios Karaiskakis fue la sede de la final de Supercopa de la UEFA 2023 entre el Manchester City y el Sevilla F. C., el 16 de agosto del 2023.

## Afición

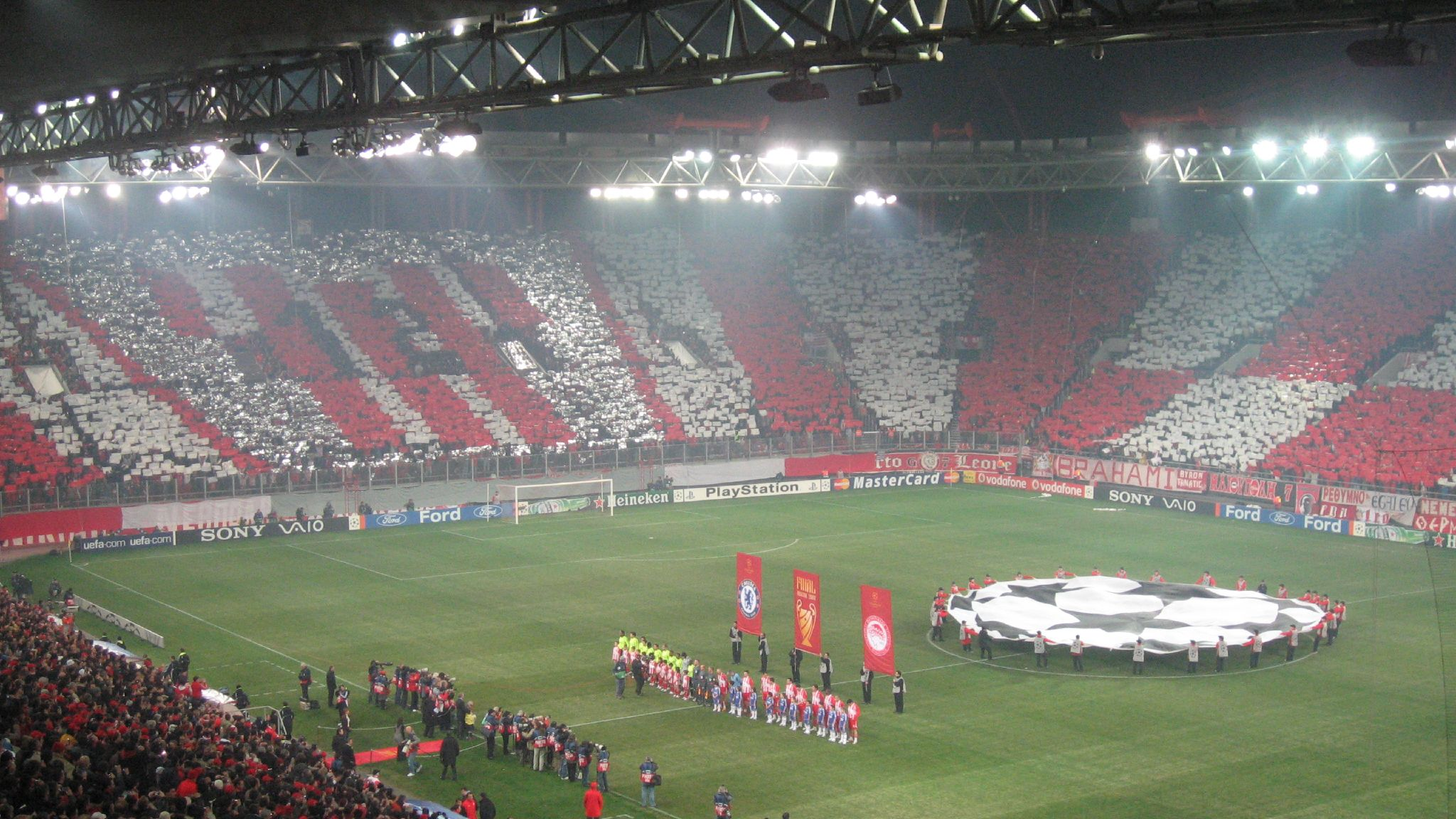
Afición del Olympiakós durante un encuentro ante el Chelsea, el 19 de febrero de 2008.

De acuerdo a varias encuestas, Olympiakós es club con mayor cantidad de simpatizantes en Grecia. Entre ellas, la consultora V-PRC en un estudio publicado en 1998 le asignó un 32,2% de las adherencias entre quienes se declararon seguidores del fútbol, mientras que si se considera el total de la población obtuvo un 20,3%, similar al 23% asignado en otra encuesta de V-PRC en 2004. Metron Analysis, por su parte, también lo ubicó como el club con más seguidores en sus estudios de 2005 y 2008, con un 29,3% y 29% respectivamente.
En el mismo sentido, las consultoras ALCO con un 30,3% en 2003, Focus con un 36% en 2006, Sport + Markt con un 37% y GPO con un 30,9%, ambas en 2008, lo posicionan en el primer lugar de la lista de preferencias entre los aficionados del fútbol. Del mismo modo, un sondeo realizado por Tradelink Reputation Research and Consultancy en 2007 le otorgó un 28% de las adheciones entre la población total, 2 puntos sobre Panathinaikos, quien apareció en la segunda posición.
Dada su fuerte identificación con la ciudad puerto de El Pireo, en sus inicios los aficionados del Olympiakós pertenecían principalmente a la clase trabajadora. Sin embargo, el éxito del club en el plano deportivo a partir de los años 1950, propició un aumento considerable de la base de aficionados de la institución, así como atraer a seguidores de todos los segmentos socioeconómicos. Esto se refleja, de acuerdo a lo señalado en las encuestas anteriormente citadas en el hecho de que Olympiakós se ubica como el más popular no solo en Atenas, sino que también en la Grecia continental, el Peloponeso y Tesalia. Por otro lado, en el aspecto político, la mayor parte de los aficionados del club están asociados a los sectores de centroderecha y centroizquierda del espectro político griego.

## Uniforme

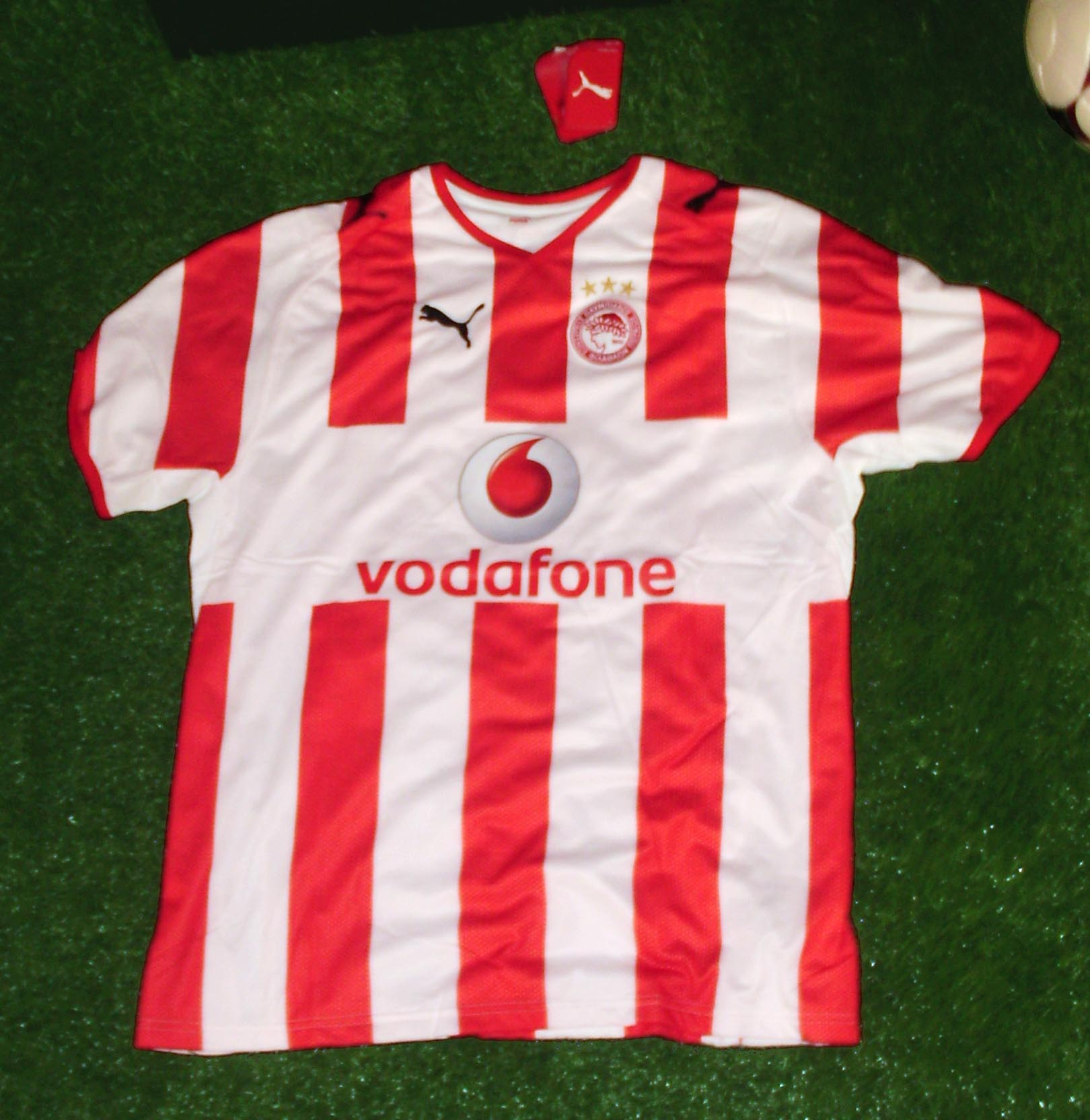
Camiseta oficial del Olympiakós para la campaña 2008-09

Cuando, en 1925, la fusión de los dos sina fue bautizado por unanimidad Club Olímpico de Fanes de El Pireo, un nombre inspirado en los Antiguos Juegos Olímpicos, la moral, la competición y el esplendor que representaban en la antigua Grecia. En consecuencia, el club adoptó el laurel sobre el joven atleta en su escudo, que simboliza al campeón de los Juegos Olímpicos, un escudo que sufrió pequeños cambios a lo largo del tiempo. El rojo y blanco fueron escogidos como los colores del escudo; el rojo por la pasión y el blanco por la virtud.
El uniforme tradicional del equipo es camiseta con rayas verticales rojas y blancas y pantalones cortos de color rojo y medias rojas. La camiseta ha tenido diferentes diseños en la historia del club, por ejemplo, con rayas delgadas o más amplias. El segundo uniforme más común es totalmente rojo o totalmente blanco. Olympiakós ha utilizado varios otros colores durante su historia como tercer uniforme, como el negro o el color plata. A continuación se destacan los uniformes más comunes del club.
| 1971    | 1978    | 1979    | 1985    | 2007-08 | 2008–09 | 2009–10 | 2010–11 |
| 2011-12 | 2012-13 | 2013-15 | 2015-16 | 2016-17 | 2017-18 | 2018-19 | 2019-20 |
| 2020-21 | 2021-22 | 2022-23 | 2023-24 |         |         |         |         |

## Entrenadores
Entrenadores del Olympiakos.
- Giannis Andrianopoulos (1925–1927)
- Jan Kopsiva (1927–1930)
- Josef Kovacs (1930–1932)
- Tibor Esser (1932–1933)
- Jan Kopsiva (1933–1934)
- Peter Pispaloou (1934–1935)
- Nikos Panopoulos (1935–1936)
- Jan Kopsiva (1936–1937)
- Peter Lantz (1937–1938)
- Tibor Esser (1938)
- Themos Asderis (1945–1947)
- Theologos Symeonidis (1948–1950)
- Giannis Chelmis (1950–1954)
- Theologos Symeonidis (1954–1955)
- Kostas Negrepontis (1955)
- Giannis Chelmis (1956)
- Prvoslav Dragićević (1956–1957)
- Tibor Kemény (1957–1958)
- Bruno Vale (1958–1960)
- Kiril Simonovski (1960–1962)
- Alekos Chatzistavridis (1962)
- Giannis Chelmis (1962–1963)
- András Dolgos (1963–1964)
- Nándor Cserna (1964–1965)
- Márton Bukovi (1965–1967)
- Soulis Kinley (1967–1968)
- Ljubiša Spajić (1968–1969)
- Thanasis Bebis (1969)
- Stjepan Bobek (1969–1970)
- Elias Yfantis (1970)
- Dan Georgiadis (1970–1971)
- Georgios Darivas (1971)
- Lakis Petropoulos (1971)
- Alan Ashman (1971–1972)
- Lakis Petropoulos (1972–1975)
- Georgios Darivas (1975)
- Vic Buckingham (1975–1976)
- Georgios Darivas (1976)
- Les Shannon (1976–1977)
- Todor Veselinović (1977–1980)
- Kazimierz Górski (1980–1981)
- Helmut Senekowitsch (1981)
- Alketas Panagoulias (1981–1983)
- Kazimierz Górski (1983)
- Heinz Höher (1983)
- Nikos Alefantos (1984)
- Georg Keßler (1984–1985)
- Antonis Georgiadis (1985–1986)
- Alketas Panagoulias (1986–1987)
- Thijs Libregts (1987–1988)
- Pavlos Grigoriadis (1988)
- Jacek Gmoch (1988–1989)
- Imre Komora (1989–1990)
- Oleg Blokhin (1990–1993)
- Ljupko Petrović (1993)
- Kostas Polychroniou (nov-dic 1993)
- Nikos Alefantos (ene-sep 1994)
- Thijs Libregts (oct 1994–jul 1995)
- Stavros Diamantopoulos (jul-dic 1995)
- Takis Persias (ene-jun 1996)
- Dušan Bajević (jun 1996–nov 1999)
- Alberto Bigon (nov 1999–abr 2000)
- Giannis Matzourakis (abr–nov 2000)
- Takis Lemonis (nov 2000–oct 2002)
- Srečko Katanec (oct 2002–feb 2003)
- Oleh Protasov (feb 2003–mar 2004)
- Nikos Alefantos (mar 2004–may 2004)
- Dušan Bajević (jun 2004–jun 2005)
- Trond Sollied (jul 2005–dic 2006)
- Takis Lemonis (ene-mar 2008)
- José Segura (mar-may 2008)
- Ernesto Valverde (jun 2008–may 2009)
- Temuri Ketsbaia (may 2009–sep 2009)
- Zico (sep 2009–ene 2010)
- Božidar Bandović (ene 2010–jun 2010)
- Ewald Lienen (jun-ago 2010)
- Ernesto Valverde (ago 2010–jun 2012)
- Leonardo Jardim (jul 2012–ene 2013)
- Míchel González (feb 2013–ene 2015)
- Vítor Pereira (enero-junio 2015)
- Marco Silva (jul 2015–jun 2016)
- Víctor Sánchez (jun 2016–ago 2016)
- Paulo Bento (ago 2016–mar 2017)
- Takis Lemonis (Int) (mar-may 2017)
- Besnik Hasi (jun-sep 2017)
- Takis Lemonis (sep 2017–ene 2018)
- Óscar García Junyent (ene-abr 2018)
- Christos Kontis (abr-jun 2018)
- Pedro Martins (jul 2018–ago 2022)
- Carlos Corberán (ago-sep 2022)
- Míchel González (sep 2022–abr 2023)
- José Anigo (abr–jun 2023)
- Diego Martínez (jun 2023–dic 2023)
- Carlos Carvalhal (dic 2023–feb 2024)
- José Luis Mendilibar (febrero 2024–)

## Participaciones internacionales

### Por competición
Nota: En negrita competiciones activas.
| Competición                         | Temp. | PJ  | PG  | PE | PP  | GF  | GC  | Dif. | Puntos | Títulos   |
| ----------------------------------- | ----- | --- | --- | -- | --- | --- | --- | ---- | ------ | --------- |
| Liga de Campeones de la UEFA        | 34    | 184 | 66  | 35 | 83  | 221 | 278 | -57  | 233    | –         |
| Liga Europa de la UEFA              | 26    | 118 | 53  | 20 | 45  | 171 | 147 | +24  | 179    | –         |
| Recopa de Europa de la UEFA         | 9     | 33  | 14  | 6  | 13  | 43  | 47  | -4   | 48     | –         |
| Liga Europa Conferencia de la UEFA  | 1     | 9   | 7   | 0  | 2   | 19  | 10  | +9   | 21     | 1         |
| Total                               | 68    | 356 | 140 | 67 | 149 | 470 | 512 | -42  | 463    | 1 títulos |
| Actualizado a la Temporada 2024-25. |       |     |     |    |     |     |     |      |        |           |

- Mayor goleada a favor:

- Olympiakós 6–1  Besa Kavajë (22 de julio de 2010 - Liga Europea 2010-11)
-  Maccabi Tel Aviv 1–6 Olympiakós (14 de marzo de 2024 - Liga Conferencia 2023-24)
- Mayor goleada en contra:

-  Juventus 7–0 Olympiakós (10 de diciembre de 2003 - Liga de Campeones 2003-04)
- Más partidos disputados:

-  Predrag Đorđević con 83 partidos.
- Más goles convertidos:

-  Predrag Đorđević y  Konstantinos Mitroglou  (ambos con 15 goles)

## Palmarés
El Olympiakos es el club con más ligas, logrando así un total de 79 títulos: 48 ligas, 28 copas y 4 supercopas, más títulos que ningún otro equipo griego. En las competiciones europeas, ha alcanzado los cuartos de final dos veces: Liga de Campeones de 1998-99 y Recopa de Europa 1992-93. Es también uno de los miembros fundadores de la Asociación de Clubes Europeos (ECA).
El 29 de mayo de 2024 consiguió su primer título europeo, venciendo por 1-0 a la Fiorentina en la final de la UEFA Conference League, convirtiéndose así en el primer y único equipo griego en ganar un título a nivel continental.

### Torneos Nacionales (81)
Nota: en negrita competiciones vigentes en la actualidad. Indicado el récord del torneo  y el récord compartido 
| Competiciones nacionales    | Títulos | Subcampeonatos |
| --------------------------- | --- | --- |
| Superliga de Grecia (48/17) | 1930-31, 1932-33, 1933-34, 1935-36, 1936-37, 1937-38, 1946-47, 1947-48, 1950-51, 1953-54, 1954-55, 1955-56, 1956-57, 1957-58, 1958-59, 1965-66, 1966-67, 1972-73, 1973-74, 1974-75, 1979-80, 1980-81, 1981-82, 1982-83, 1986-87, 1996-97, 1997-98, 1998-99, 1999-00, 2000-01, 2001-02, 2002-03, 2004-05, 2005-06, 2006-07, 2007-08, 2008-09, 2010-11, 2011-12, 2012-13, 2013-14, 2014-15, 2015-16, 2016-17, 2019-20, 2020-21, 2021-22, 2024-25. | 1948-49, 1952-53, 1960-61, 1961-62, 1963-64, 1967-68, 1968-69, 1971-72, 1976-77, 1978-79, 1983-84, 1988-89, 1990-91, 1991-92, 1994-95, 2003-04, 2018-19. |
| Copa de Grecia (29/13)      | 1946-47, 1950-51, 1951-52, 1952-53, 1953-54, 1956-57, 1957-58, 1958-59, 1959-60, 1960-61, 1962-63, 1964-65, 1967-68, 1970-71, 1972-73, 1974-75, 1980-81, 1989-90, 1991-92, 1998-99, 2004-05, 2005-06, 2007-08, 2008-09, 2011-12, 2012-13, 2014-15, 2019-20, 2024-25 | 1955-56, 1965-66, 1968-69, 1973-74, 1975-76, 1985-86, 1987-88, 1992-93, 2000-01, 2001-02, 2003-04, 2015-16, 2020-21,                                     |
| Supercopa de Grecia (4/0)   | 1980, 1987, 1992, 2007. | |

### Torneos Regionales (25)
Nota: en negrita competiciones vigentes en la actualidad. Indicado el récord del torneo  y el récord compartido 
| Competición Regional        | Títulos | Subcampeonatos |
| --------------------------- | --- | -------------- |
| Campeonato de El Pireo (25) | 1924-25, 1925-26, 1926-27, 1928-29, 1929-30, 1930-31, 1933-34, 1934-35, 1936-37, 1937-38, 1939-40, 1945-46, 1946-47, 1947-48, 1948-49, 1949-50, 1950-51, 1951-52, 1952-53, 1953-54, 1954-55, 1955-56, 1956-57, 1957-58, 1958-59. |                |

«Greece - Final Tables 1906-1959». www.rsssf.com. Consultado el 22 de agosto de 2018.</ref>

### Torneos internacionales (2)
Nota: en negrita competiciones vigentes en la actualidad. Indicado el récord del torneo  y el récord compartido 
| Competición Internacional                | Títulos  | Subcampeonatos |
| ---------------------------------------- | -------- | -------------- |
| Liga Europa Conferencia de la UEFA (1/0) | 2023-24. |                |
|                                          |          |                |
| Liga Juvenil de la UEFA                  | 2023-24. |                |
| Copa Intercontinental Sub-20             |          | 2024.          |

#### Otros torneos Internacionales (4)
- Copa Greco-Chipriota (3): 1969, 1972, 1976.[55] (Récord)
- Copa de los Balcanes de Clubes (1): 1961-62.